# Panhandle orientale della Virginia Occidentale

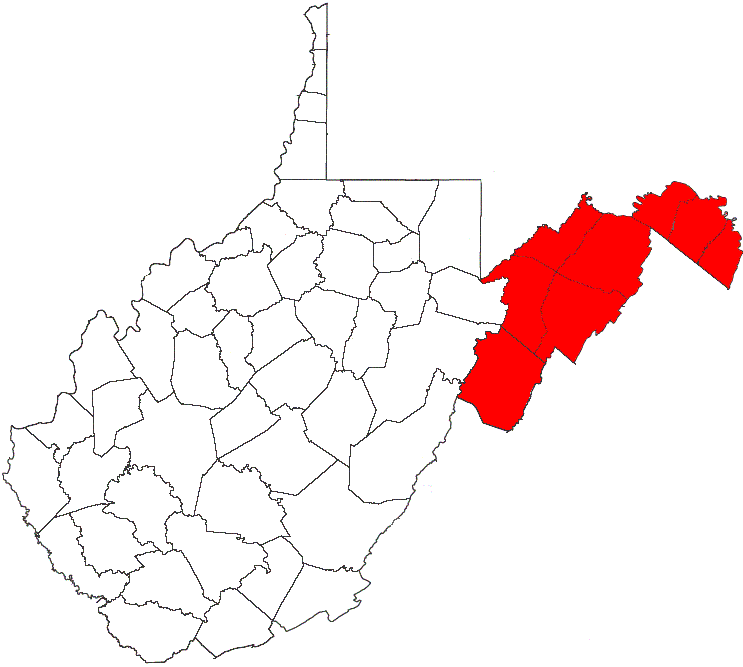
Panhandle orientale

Il panhandle orientale della Virginia Occidentale è una stretta striscia di territorio nel nord-est dello stato, confinante con Maryland e Virginia, negli Stati Uniti d'America.

## Storia
Le contee di Berkeley, Hampshire, Hardy, Jefferson e Morgan erano parte dello stato unionista della Virginia Occidentale creato nel 1863. Poco dopo che la Virginia Occidentale ottenne l'indipendenza, le contee di Mineral e Grant furono create da quelle di Hampshire e Hardy, nel 1866.
Il pandandle orientale comprende le più antiche città della Virginia Occidentale (1762): Romney e Shepherdstown; il panhandle comprende anche le due contee più antiche dello stato: quella di Hampshire (1753) e di Berkeley (1772).
La Baltimore and Ohio Railroad attraversa la regione, ed è stata un fondamentale collegamento ferroviario con Washington durante la guerra di secessione americana. Harper's Ferry fu sede di un'armeria americana fino al 1861 e la natura strategica di quest'area influenzò la sua inclusione all'interno della Virginia Occidentale da parte del Congresso dell'Unione.
Vi sono state voci di alcune contee del panhandle orientale che volevano riannettersi alla Virginia, principalmente a causa delle povere condizioni economiche e per la percezione di abbandono da parte del governo dell'ovest. Nel 2011 il delegato della Virginia Occidentale Larry Kump sponsorizzò una legge per permettere alle contee di Morgan, Nerkeley e Jefferson di riunirsi alla Virginia con voto popolare.

## Geografia
Il panhandle orientale comprende le elevazioni più alta e più bassa della Virginia Occidentale: Spruce Knob (1.482 metri s.l.m.) a Pendleton e Harper's Ferry (73 metri) a Jefferson sul fiume Potomac. La regione è separata dalla parte restante dello stato dagli Allegani, che separano il bacino del Mississippi dalla Baia di Chesapeake.
Le contee della Virginia Occidentale che si trovano nel panhandle orientale sono:
- Berkeley
- Grant
- Hampshire
- Hardy
- Jefferson
- Mineral
- Morgan
- Pendleton è talvolta inclusa in alcune definizioni.[2]